# Vosselaar
Vosselaar ou Vosselaer est une commune néerlandophone de Belgique située en Région flamande dans la province d'Anvers.

## Héraldique
|  | La commune possède des armoiries qui lui ont été octroyées le 18 décembre 1990. Elles ont été conçues récemment, en 1990, et le meuble montre un renard ("vos" en néerlandais). Les couleurs sont celles de la région du Land van Turnhout (nl) (Pays de Turnhout), à laquelle le village appartenait historiquement. Les sceaux du village datant du XVIIIe siècle représentent tous Sainte Marie avec son enfant sur son trône. Blasonnement : Divisé transversalement en trois parties d'azur, d'argent et d'azur, l'argent chargé d'un renard de couleur naturelle. (Traduction libre) Source du blasonnement : Heraldy of the World. |

## Démographie

### Évolution démographique
En tenant compte des anciennes communes entraînées dans la fusion de communes de 1977, on peut dresser l'évolution suivante :
- Source : Statbel - Remarque : 1806 jusqu'à 1981 = recensement ; depuis 1990 = nombre d'habitants chaque 1er janvier[3]